# Tangara à bec d'argent
Ramphocelus carbo
Espèce
Statut de conservation UICN

 LC  : Préoccupation mineure
Le Tangara à bec d'argent (Ramphocelus carbo), également appelé Tangara jacapa, est une espèce d'oiseaux de la famille des Thraupidae.

## Répartition et sous-espèces

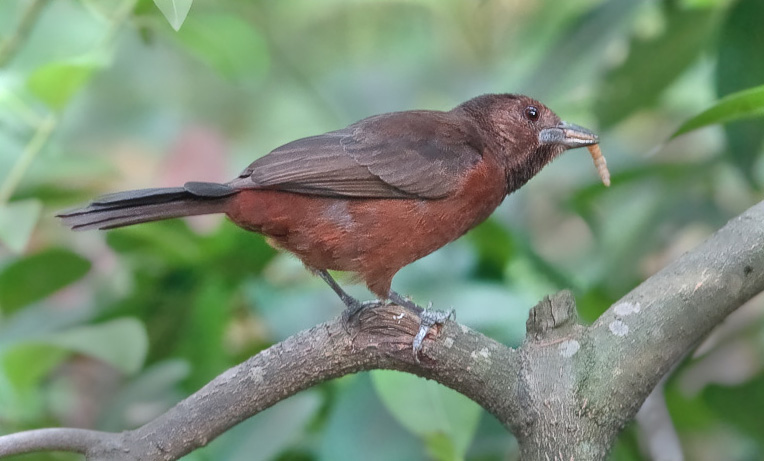
femelle

Selon la classification de référence du Congrès ornithologique international (14.2, 2025) (ordre phylogénique) il se répartit en huit sous-espèces :
- Ramphocelus carbo unicolor P. L. Sclater, 1856 — cordillère Orientale (Colombie) ;
- Ramphocelus carbo capitalis Allen, 1892 — nord-est du Venezuela ;
- Ramphocelus carbo magnirostris Lafresnaye, 1853 — Trinité ;
- Ramphocelus carbo carbo (Pallas, 1764) — ouest de l'Amazonie, Colombie Venezuela et plateau des Guyanes ;
- Ramphocelus carbo venezuelensis Lafresnaye, 1853 — est de la Colombie et ouest du Venezuela ;
- Ramphocelus carbo connectens Berlepsch & Sztolcman, 1896 — sud-est du Pérou et nord-ouest de la Bolivie ;
- Ramphocelus carbo atrosericeus d'Orbigny & Lafresnaye, 1837 — nord-est de la Bolivie ;
- Ramphocelus carbo centralis Hellmayr, 1920 — est du Brésil et nord du Paraguay.